# Hidròxid
Un hidròxid és una classe de composts químics formats per la combinació d'un catió metàl·lic amb l'anió hidròxid {\displaystyle {\ce {OH-}}}. Són composts iònics que es dissolen en aigua i que donen lloc a dissolucions bàsiques o alcalines. Alguns d'ells (hidròxid de sodi, hidròxid de magnesi, hidròxid de calci) tenen gran importància industrial.

El mot «hidròxid» prové del francès hydroxyde, i aquest del mot grec ὑδρο- hydro- 'hidro–' 'aigua', i d'oxyde 'òxid'.

Estructura de Lewis de l'anió hidròxid.

Els hidròxids són composts iònics, la part carregada positivament del compost sol ser l'ió d'un metall (per exemple, sodi, magnesi o alumini), encara que pot ser un grup orgànic (per exemple, guanidini o tetrametilamoni). La part negativa és l'anió poliatòmic hidròxid {\displaystyle {\ce {OH-}}}. El grup {\displaystyle {\ce {-OH}}}, que s'enllaça mitjançant enllaç covalent a cadenes de carbonis s'anomena grup hidroxi i no dona lloc a hidròxids. S'anomena amb el prefix hidroxi–, com en el compost orgànic àcid hidroxiacètic {\displaystyle {\ce {CH2OHCOOH}}}, o pel sufix –ol, com en el metanol {\displaystyle {\ce {CH3OH}}}, i en els compostos de coordinació pel prefix hidroxo–, com en el tetrahidroxoaurat de potassi {\displaystyle {\ce {KAu(OH)4}}}.

## Estat natural

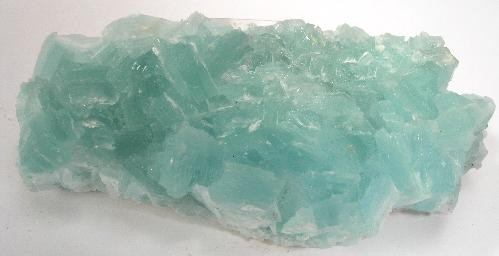
Brucita.
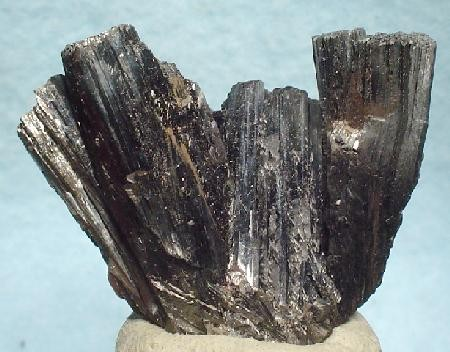
Manganita.
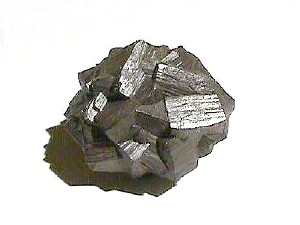
Goethita.
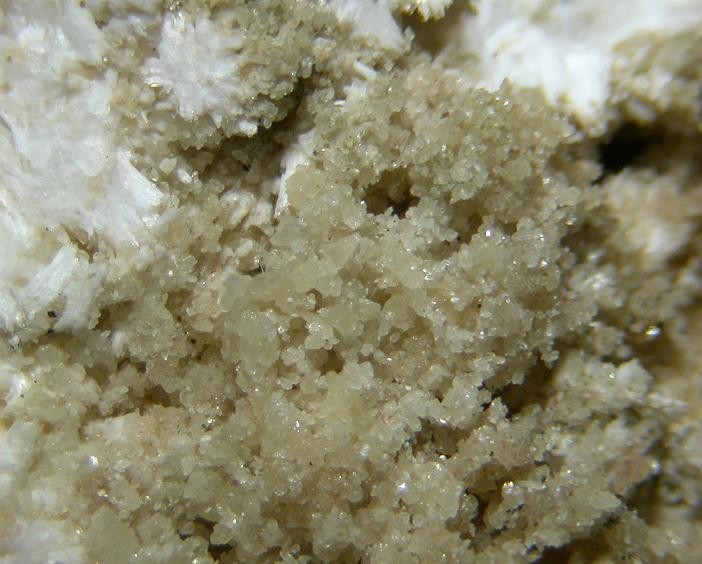
Boehmita.
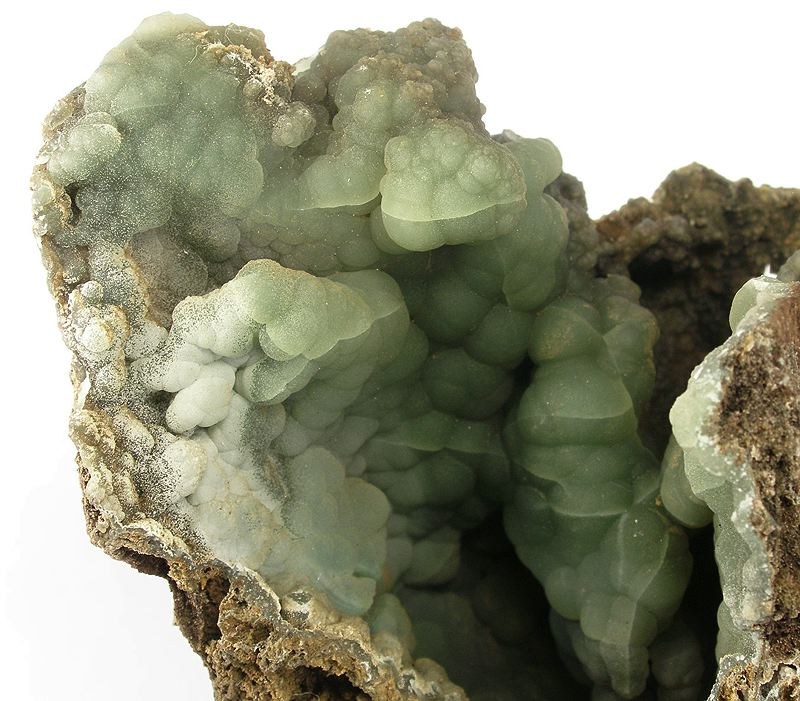
Gibbsita.
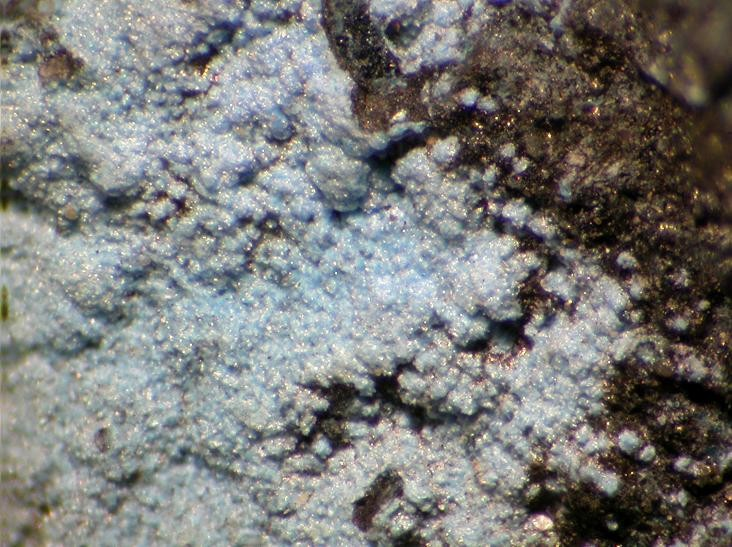
Spertiniïta.

A la natura hom troba minerals que són hidròxids. Generalment, tenen estructures amb forces d'enllaç més baixes que en els minerals d'òxid. Els minerals hidròxids solen ser menys densos que els òxids i tampoc són tan durs. Tots els hidròxids es formen a baixes temperatures i es troben predominantment com a productes meteorològics, com, per exemple, per alteració de les venes hidrotermals. Alguns hidròxids comuns són la brucita {\displaystyle {\ce {Mg(OH)2}}}, la manganita {\displaystyle {\ce {MnO.OH}}}, la diàspora {\displaystyle {\ce {\alpha-AlO.OH}}} i la goetita {\displaystyle {\ce {\alpha-FeO.OH}}}. El mineral d'alumini, la bauxita, consisteix en una barreja de diàspora, boehmita ({\displaystyle {\ce {\gamma-AlO.OH}}}, un polimorf de la diàspora) i gibbsita {\displaystyle {\ce {Al(OH)3}}}, més òxids de ferro. La goethita és un producte d'alteració comú d'ocurrències riques en ferro i és un mineral de ferro en algunes localitats.

## Nomenclatura estequiomètrica

### Amb prefixos multiplicadors

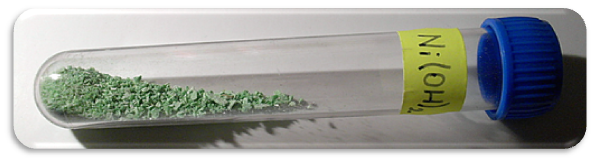
Dihidròxid de níquel Ni(OH)2.

Els hidròxids poden anomenar-se indicant les proporcions de cations i d'anió hidròxid mitjançant els prefixos numerals mono–, di–, tri–… davant el nom de l'element al qual es refereixen. Exemples:
{\displaystyle {\ce {Ni(OH)2}}} → dihidròxid de níquel
{\displaystyle {\ce {Al(OH)3}}} → trihidròxid d'alumini

### Amb el nombre d'oxidació

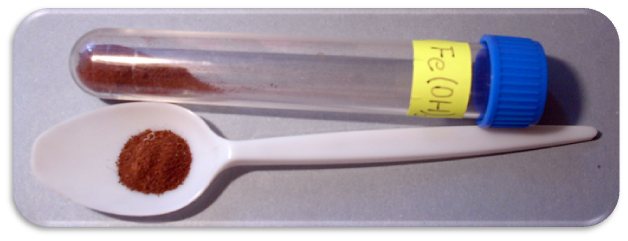
Hidròxid de ferro(III) Fe(OH)3.

És la més emprada. S'anomena amb la paraula «hidròxid» seguida del nom del catió. Si l'element metàl·lic té més d'un nombre d'oxidació, s'ha d'indicar amb nombres romans i entre parèntesis, sense deixar cap espai entre el nom de l'element i el parèntesi. Exemples:
{\displaystyle {\ce {LiOH}}} → hidròxid de liti
{\displaystyle {\ce {Fe(OH)2}}} → hidròxid de ferro(II)
{\displaystyle {\ce {Fe(OH)3}}} → hidròxid de ferro(III)

### Amb el nombre de càrrega

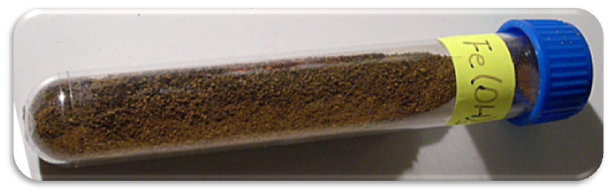
Hidròxid de ferro(2+) Fe(OH)2

També es pot indicar la càrrega del catió posant-la entre parèntesis just darrere el nom del metall, sense deixar cap espai. La càrrega s'escriu en xifres aràbigues seguides del signe +.
{\displaystyle {\ce {Bi(OH)3}}} → hidròxid de bismut(3+)
{\displaystyle {\ce {Pb(OH)2}}} → hidròxid de plom(2+)

## Hidròxids dels metalls alcalins

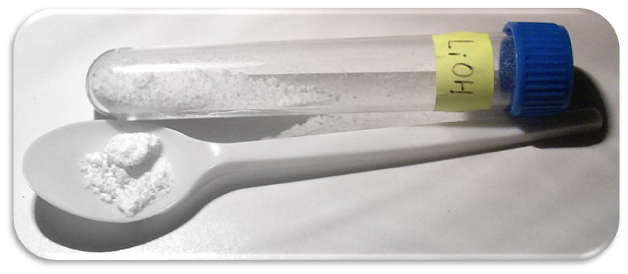
Hidròxid de liti {\displaystyle {\ce {LiOH}}}.
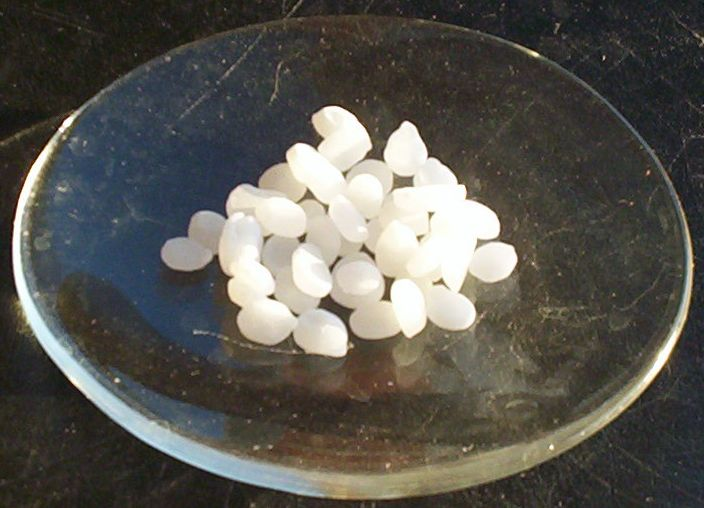
Hidròxid de sodi {\displaystyle {\ce {NaOH}}}.
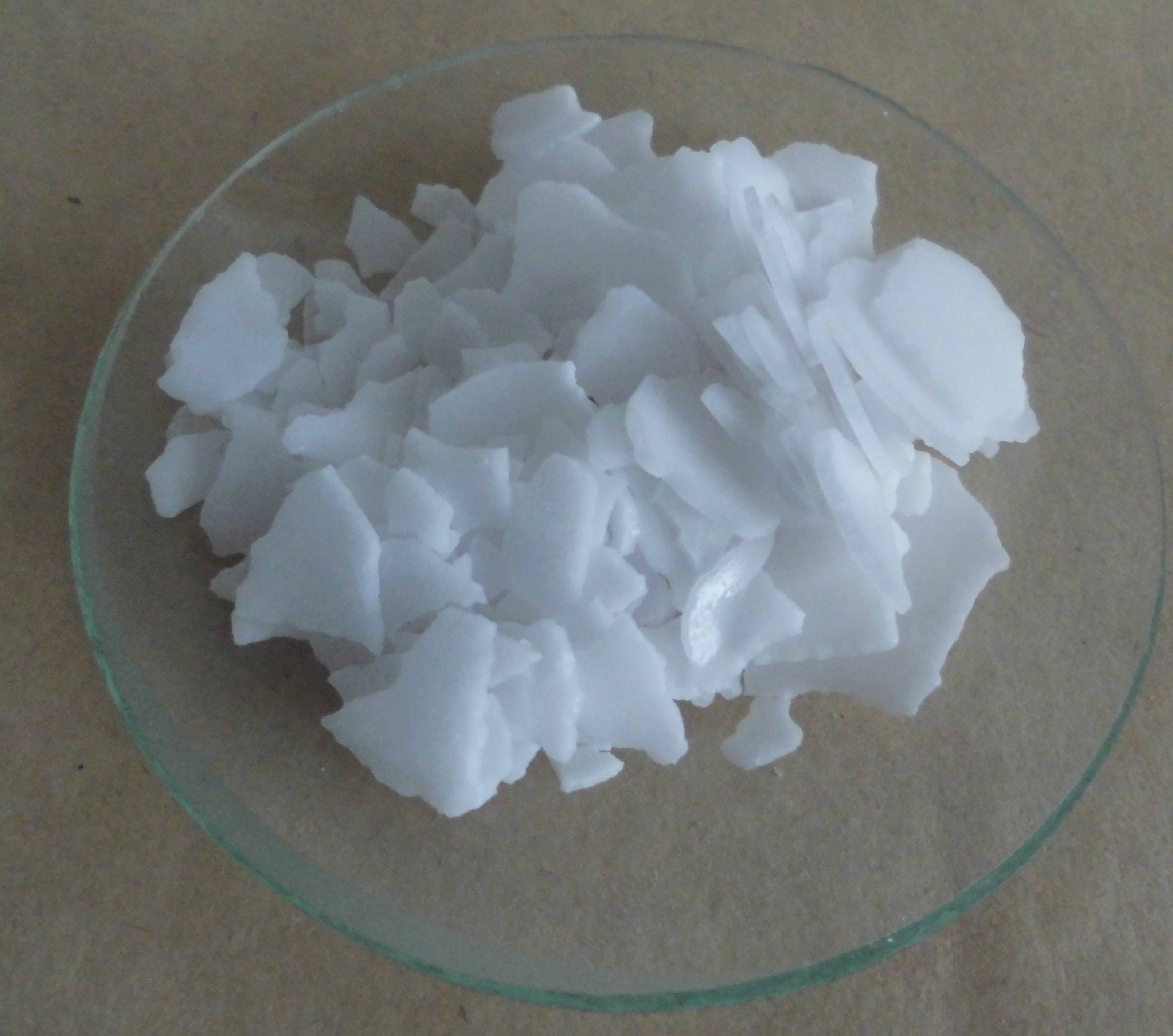
Hidròxid de potassi {\displaystyle {\ce {KOH}}}.

Els hidròxids dels metalls alcalins, o hidròxids alcalins, inclouen els àlcalis coneguts dels processos de laboratori i industrials. Els hidròxids de liti, sodi, potassi, rubidi i cesi, són les bases més fortes i els hidròxids més estables i solubles que hi ha. L'hidròxid de sodi {\displaystyle {\ce {NaOH}}}, també conegut com a sosa càustica, té una gran importància industrial. Els hidròxids de metalls alcalins són els més bàsics de tots els hidròxids perquè els metalls alcalins són els més electropositius de tots els metalls. En aigua es dissolen completament dissociant-se en els seus ions i donant dissolucions de pH elevat a causa de l'alta concentració d'anions hidròxid:
{\displaystyle {\ce {MOH(s) -> M+(aq) + OH^{-}(aq)}}}

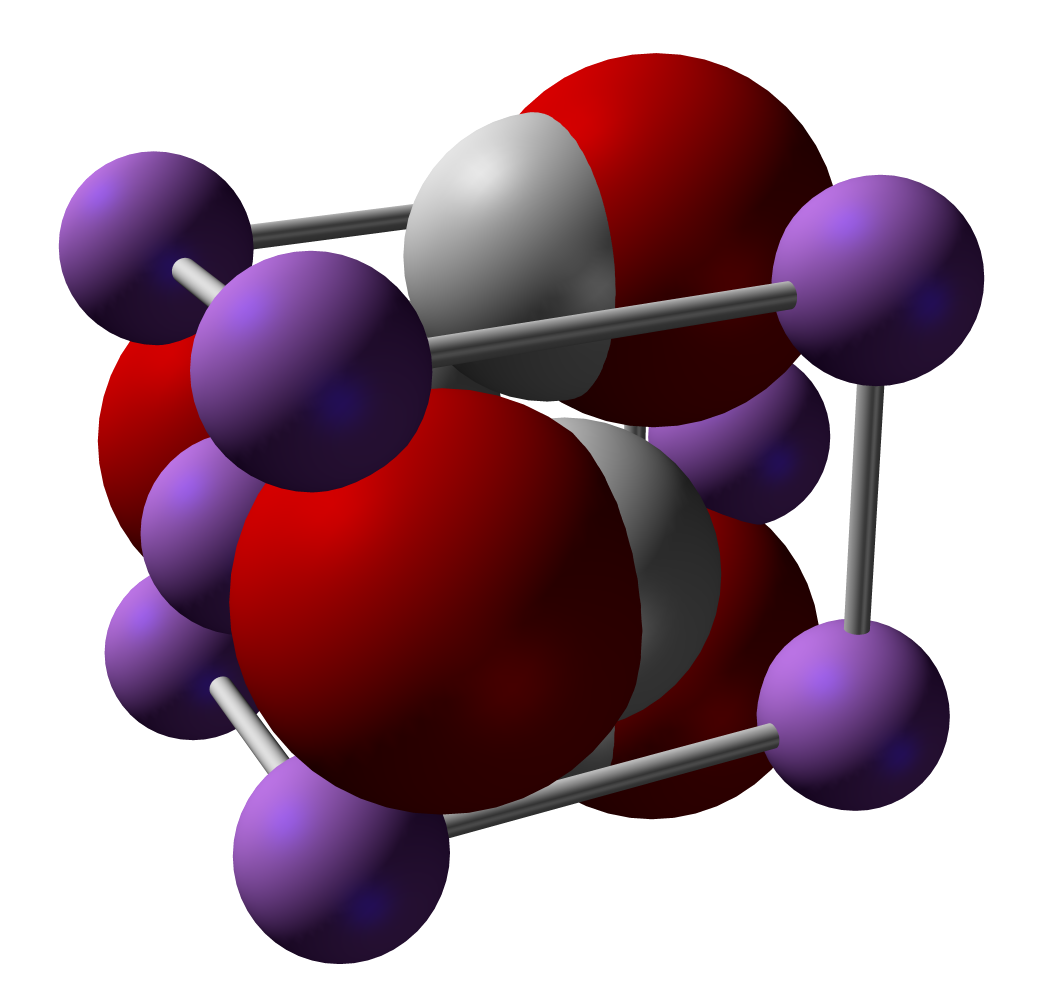
Cel·la unitat de l'hidròxid de liti LiOH. En lila el catió liti(1+), en blanc els àtoms d'hidrogen i en vermell els d'oxigen.

Dins del grup, la força bàsica dels hidròxids de metalls alcalins augmenta amb l'augment de la mida del catió (els radis dels cations són més grans com més avall estigui l'element a la taula periòdica a causa de l'augment de nivells electrònics ocupats); així, l'hidròxid de cesi {\displaystyle {\ce {CsOH}}} és la base més forta del grup perquè el radi iònic de {\displaystyle {\ce {Cs+}}} és el més gran i la distància internuclear entre el catió cesi i l'oxigen de l'anió hidròxid és, en conseqüència, més gran.
Són característiques d'aquests hidròxids les reaccions de neutralització dels àcids, per exemple amb l'àcid clorhídric {\displaystyle {\ce {HCl(aq)}}} i l'àcid sulfúric {\displaystyle {\ce {H2SO4}}}:
{\displaystyle {\ce {NaOH(aq) + HCl(aq) -> NaCl(aq) + H2O(l)}}}{\displaystyle {\ce {2KOH(aq) + H2SO4(aq) -> K2SO4(aq) + 2 H2O(l)}}}
Els hidròxids de sodi, potassi, rubidi i cesi són molt estables, retenint hidrogen sense pèrdua d'aigua molt més enllà dels seus punts de fusió, que són relativament baixos en comparació amb altres hidròxids. Es volatilitzen com a hidròxids ({\textstyle {\ce {MOH(s) -> MOH(g)}}}), en lloc de deshidratar-se primer i després volatilitzar-se com a òxids ({\textstyle {\ce {2MOH(s)->M2O(s)\,{+}\,H2O(g);\quad M2O(s)->M2O(g)}}}), que és el camí seguit per la majoria d'altres hidròxids. Els punts d'ebullició disminueixen amb l'augment de la massa atòmica del metall alcalí. L'estabilitat tèrmica dels hidròxids és aproximadament proporcional a la seva basicitat, és a dir, com més gran és la massa atòmica del metall, més gran és l'estabilitat tèrmica de l'hidròxid.
Aquests hidròxids, com la majoria, es poden obtenir fent reaccionar els corresponents òxids amb aigua. Per exemple:
{\displaystyle {\ce {2LiO(s) + H2O(l) -> 2LiOH(s)}}}

## Hidròxids dels metalls alcalinoterris

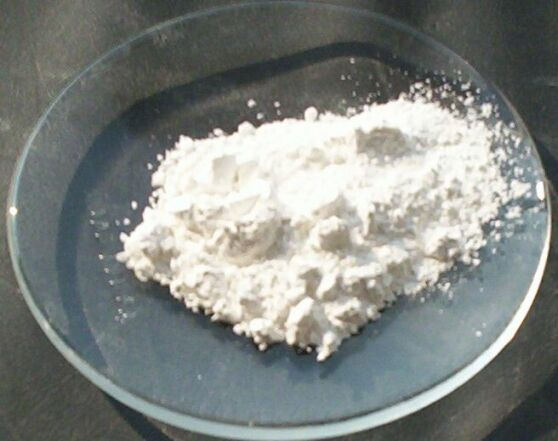
Hidròxid de calci {\displaystyle {\ce {Ca(OH)2}}}.
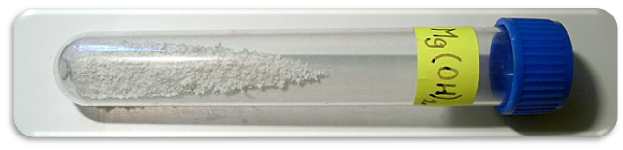
Hidròxid de magnesi {\displaystyle {\ce {Mg(OH)2}}}.
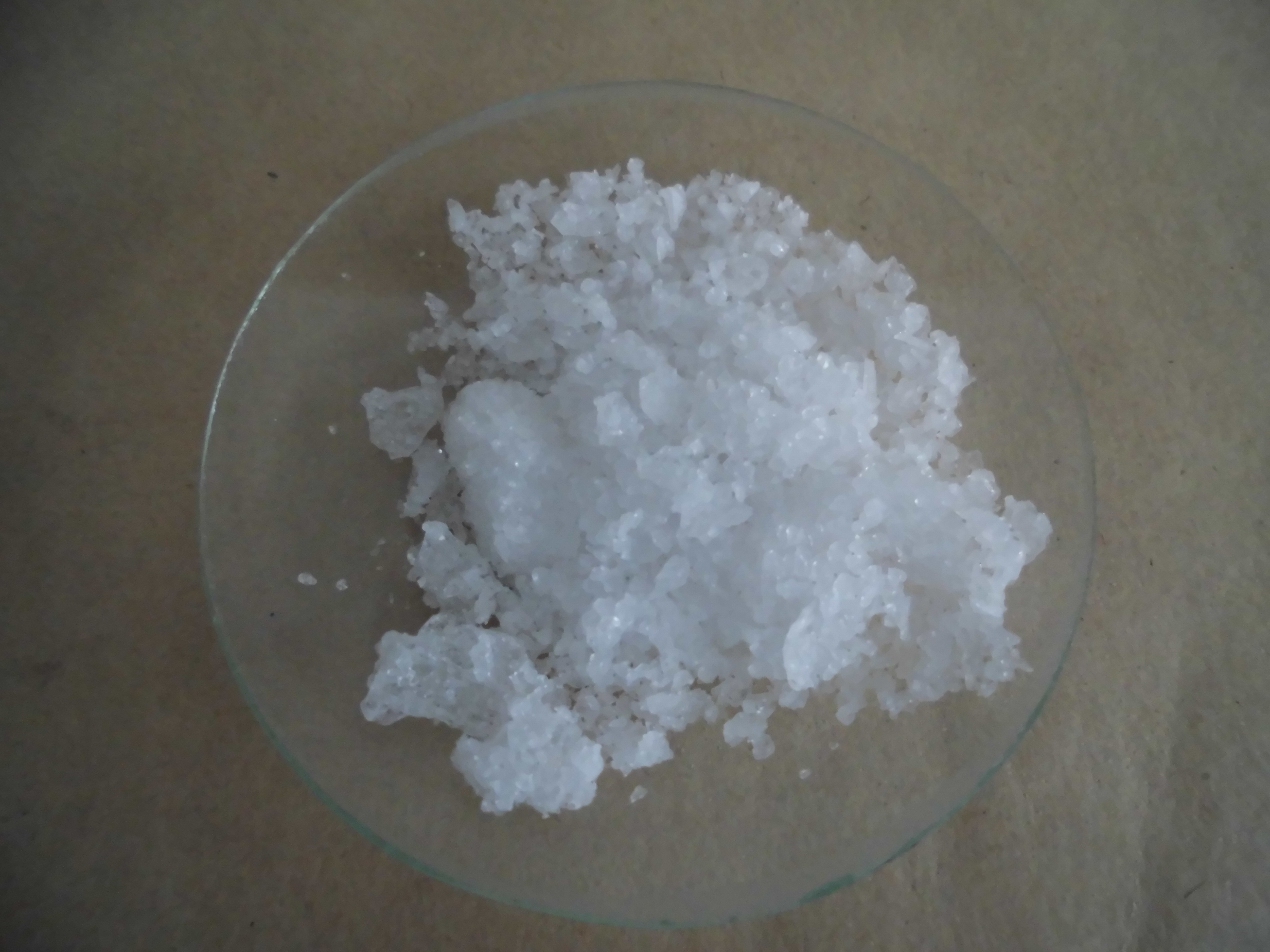
Hidròxid de bari—aigua(1/8) {\displaystyle {\ce {Ba(OH)2 \!. \! 8 H2O}}}.

Tots els elements alcalinoterris formen hidròxids, molts dels quals s'utilitzen àmpliament a la indústria. D'aquests, l'hidròxid de calci {\displaystyle {\ce {Ca(OH)2}}}, conegut comunament com a calç apagada, és el més comú. S'obté fent reaccionar l'òxid de calci amb aigua:
{\displaystyle {\ce {CaO(s) + H2O(l) -> Ca(OH)2(s)}}}
La calcinació intensa d'aquests hidròxids dona lloc als òxids. Per exemple l'hidròxid de magnesi {\displaystyle {\ce {Mg(OH)2}}}en escalfar-se produeix òxid de magnesi {\displaystyle {\ce {MgO}}} i aigua:
{\displaystyle {\ce {Mg(OH)2(s) ->[\Delta] MgO(s) + H2O(g)}}}

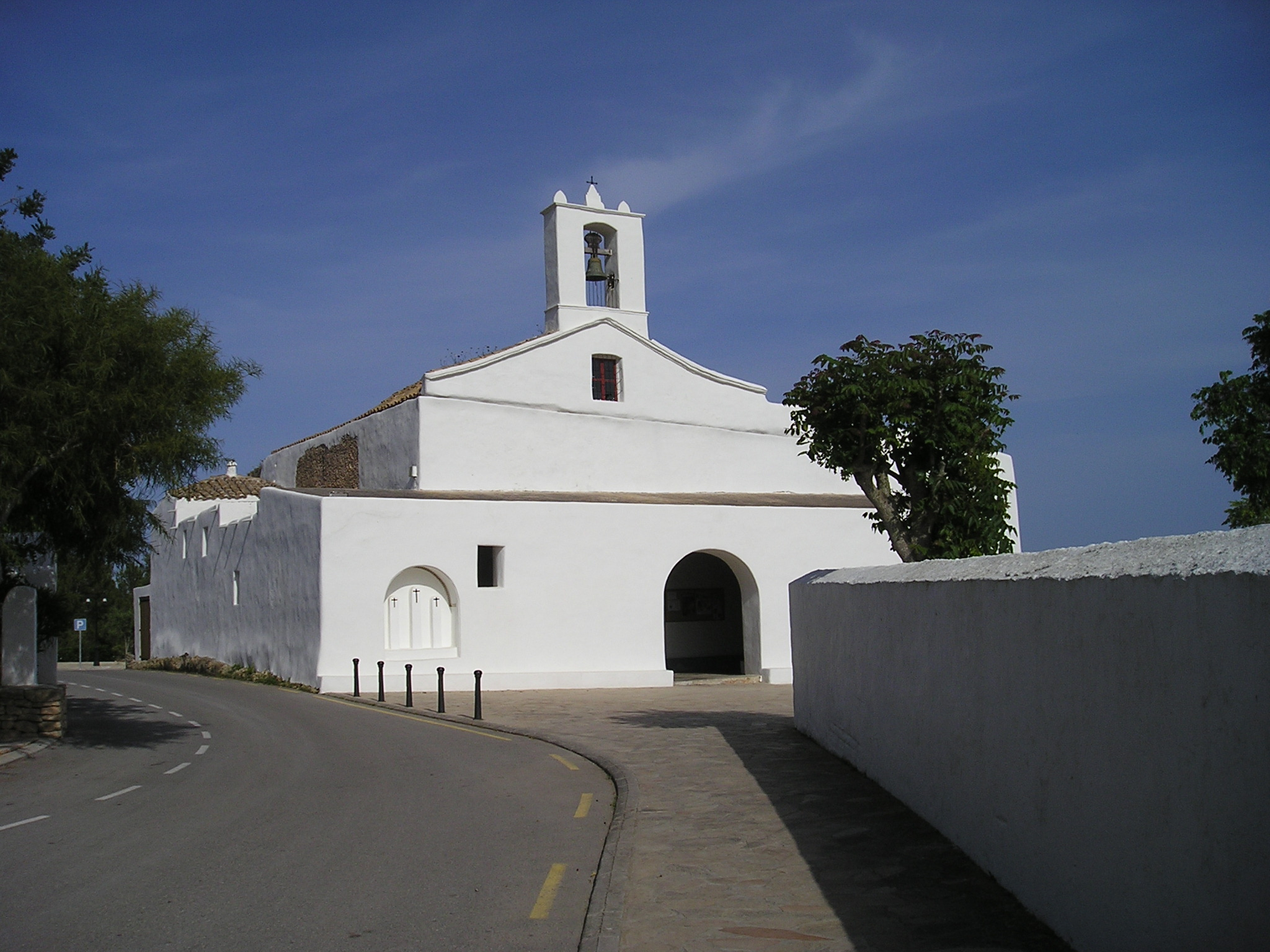
Església de Sant Llorenç de Balàfia, Eivissa. Antigament, s'emprava hidròxid de calci per emblanquinar les parets, el qual reaccionava amb el diòxid de carboni i formava el carbonat de calci blanc i insoluble.

La majoria d'hidròxids no es poden deixar en contacte amb l'aire perquè reaccionen amb el diòxid de carboni formant el corresponent carbonat. En el cas de l'hidròxid de calci la reacció dona carbonat de calci {\displaystyle {\ce {CaCO3}}}és:
{\displaystyle {\ce {Ca(OH)2(s) + CO2(G) -> CaCO3 + H2O}}}
Els hidròxids alcalinoterris es poden dividir en dos grups en funció de la hidratació del sòlid. En primer lloc, els hidròxids de beril·li, magnesi i calci anhidres poc solubles, els sòlids recentment precipitats dels quals són poc cristal·lins i mostren una solubilitat decreixent amb l'envelliment, i la solubilitat en aigua dels quals disminueix amb l'augment de la temperatura. En segon lloc, els octahidrats d'estronci {\textstyle {\ce {Sr(OH)2 \!. \! 8 H2O}}} i de bari {\textstyle {\ce {Ba(OH)2 \!. \! 8 H2O}}} solubles que formen precipitats cristal·lins que no mostren canvis en la solubilitat amb l'envelliment, i la solubilitat dels quals en aigua augmenta amb l'augment de la temperatura.

## Hidròxids d'altres metalls
Amb l'excepció de l'hidròxid de tal·li {\displaystyle {\ce {TlOH}}}, els hidròxids d'altres metalls, com ara ferro, bismut, níquel, cobalt i coure, només són poc solubles en aigua, però neutralitzen els àcids, això és, tenen propietats de bases. Per exemple l'hidròxid de coure(II) {\displaystyle {\ce {Cu(OH)2}}} neutralitza l'àcid nítric {\displaystyle {\ce {HNO3}}} i dona nitrat de coure(II) {\displaystyle {\ce {Cu(NO3)2}}}:
{\displaystyle {\ce {Cu(OH)2(s) + 2HNO3(aq) -> Cu(NO3)2(aq) + H2O(l)}}}
Els hidròxids de plom, zinc, alumini, crom (trivalent), estany (divalent), or (trivalent) i alguns d'altres metalls mostren propietats tant àcides com bàsiques; és a dir, es dissolen en solucions aquoses de bases o d'àcids. Els hidròxids i altres substàncies, com els òxids i els sulfurs, amb aquestes propietats duals s'anomenen amfòteres. Per exemple l'hidròxid d'alumini {\displaystyle {\ce {Al(OH)3}}}pot reaccionar com a àcid amb hidròxids alcalins, per exemple l'hidròxid de magnesi {\displaystyle {\ce {KOH}}}, i com a base amb àcids, com ara l'àcid nítric {\displaystyle {\ce {HNO3}}}. A continuació hi ha un exemple de cada:
{\displaystyle {\ce {Al(OH)3(s) + KOH(aq) -> K[Al(OH)4](aq)}}}{\displaystyle {\ce {Al(OH)3(s) + 3NO3(aq) -> Al(NO3)3(aq) + H2O(l)}}}

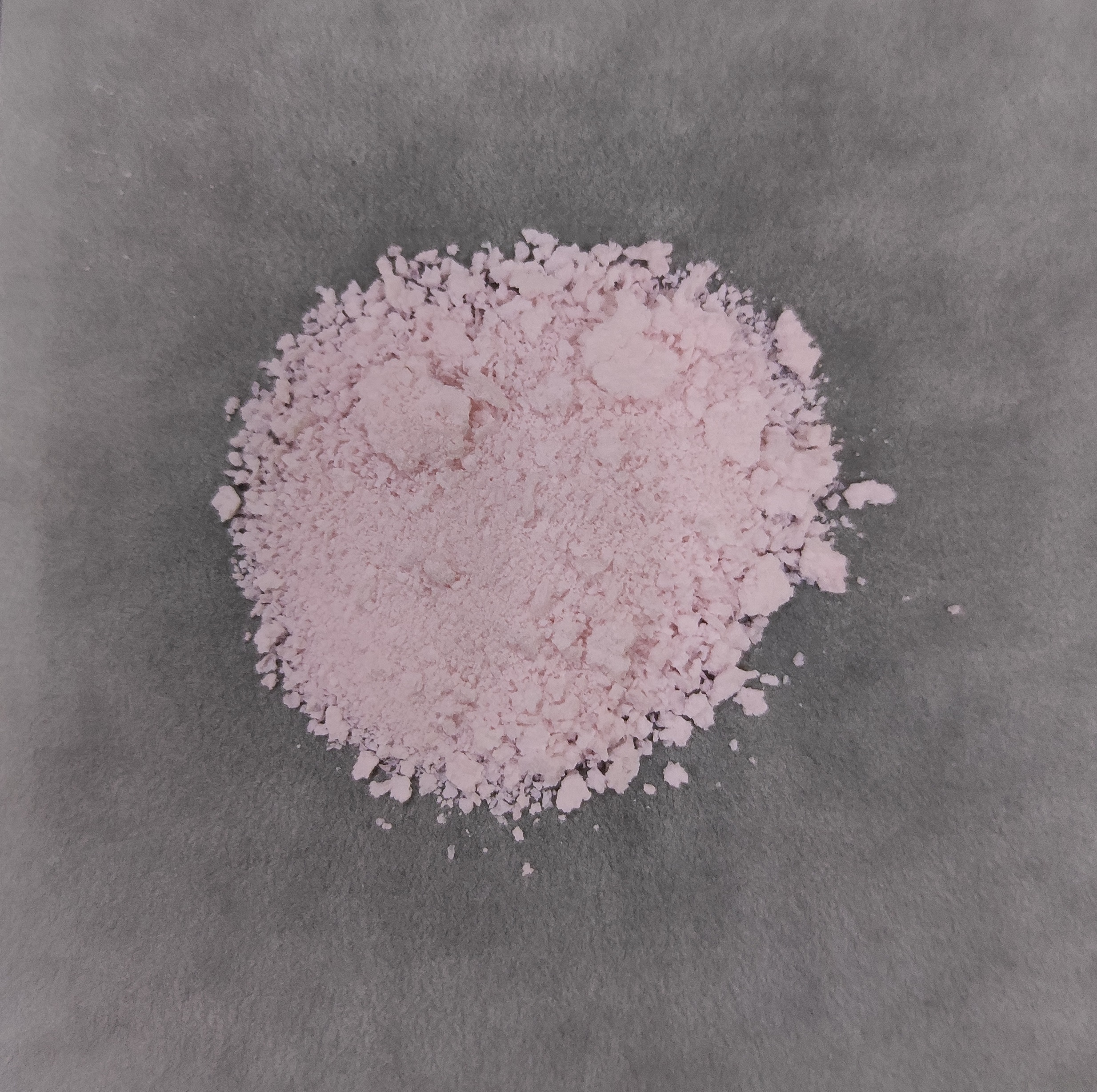
Hidròxid d'erbi {\displaystyle {\ce {Er(OH)3}}}.
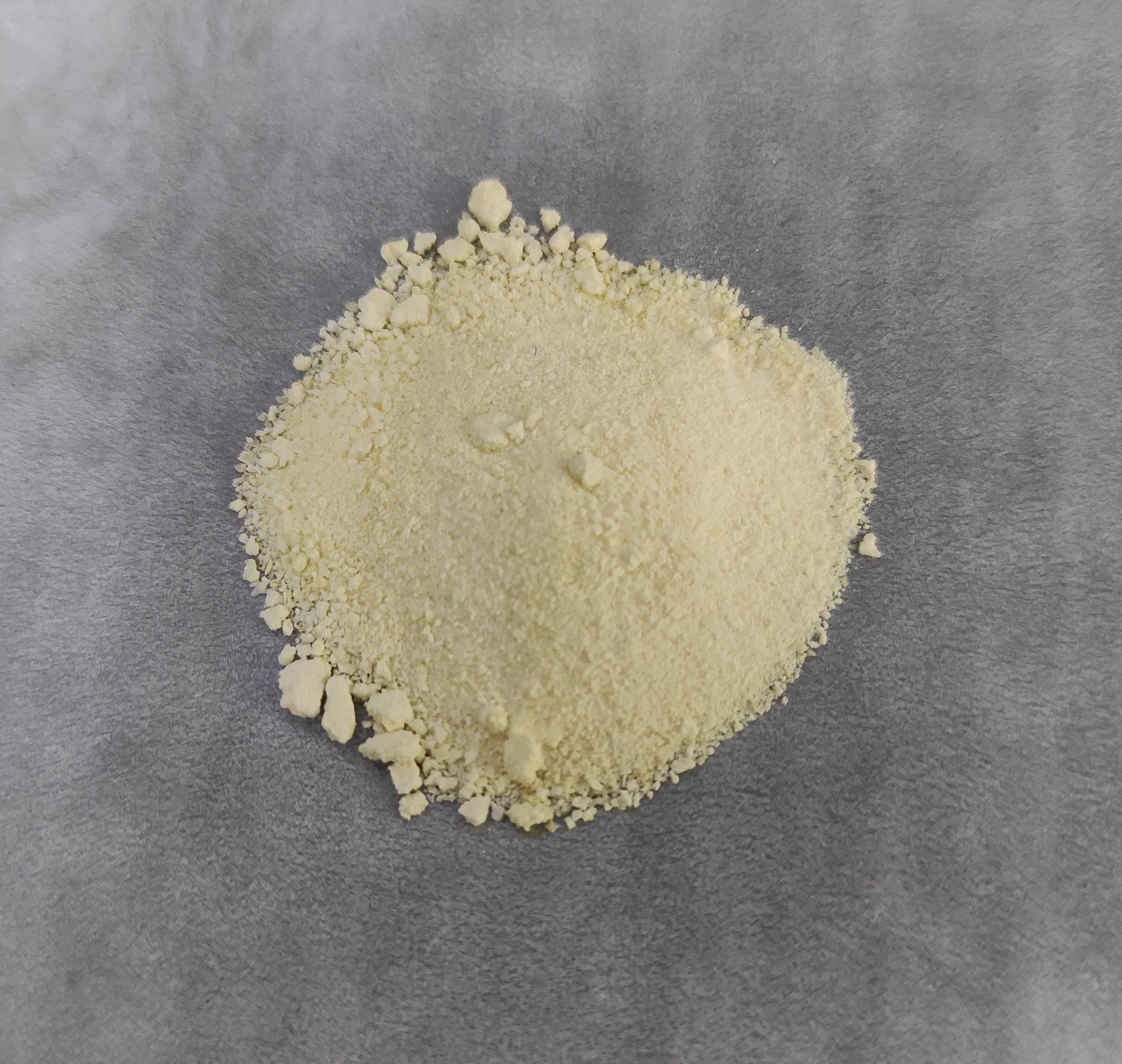
Hidròxid d'holmi {\displaystyle {\ce {Ho(OH)3}}}.
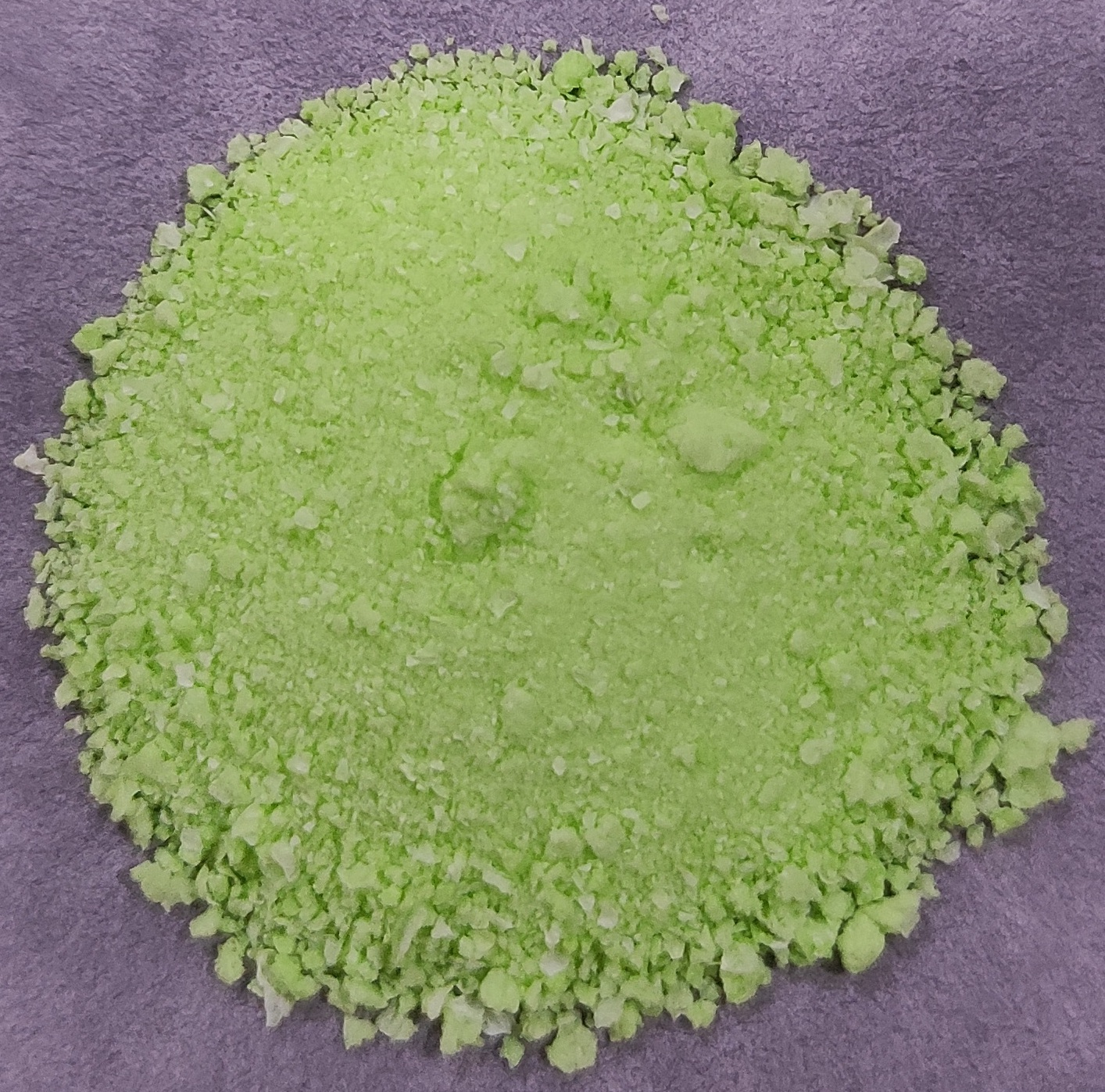
Hidròxid de praseodimi(III) {\displaystyle {\ce {Pr(OH)3}}}.

Les basicitats dels hidròxids de lantanoides {\displaystyle {\ce {Ln}}} disminueixen amb l'augment de la massa atòmica, mentre que els productes de solubilitat disminueixen de manera similar d'1,0 × 10–19 {\displaystyle {\ce {La(OH)3}}} a 2,5 × 10–24 {\displaystyle {\ce {Lu(OH)3}}}; a mesura que disminueixen els radis iònics, els grups hidròxid carregats negativament s'uneixen més fortament als cations {\displaystyle {\ce {Ln^3+}}}. En conseqüència, {\displaystyle {\ce {La(OH)3}}} és la base més forta i {\displaystyle {\ce {Lu(OH)3}}}, la més feble de la sèrie {\displaystyle {\ce {Ln(OH)3}}}. Aquestes propietats es poden utilitzar per separar els lantànids mitjançant la precipitació fraccionada de solucions de les seves sals utilitzant bases com l'hidròxid de sodi, amoníac, hidròxid de magnesi, hidròxids de lantànids o aigua bullent. En primer lloc, els lantanoides més pesants, menys solubles i bases més febles precipiten, després els lantanoides més bàsics i més lleugers. Separant aquestes fraccions, i combinant cada cop l'última fracció de la primera precipitació amb la primera fracció de la segona precipitació, és possible obtenir no només els grups separats, sinó eventualment els membres individuals de cada grup; hi ha una clara analogia entre aquesta tècnica i la cristal·lització fraccionada.

## Usos
Els hidròxids més emprats són el de sodi, el de calci i el de potassi. L'hidròxid més emprat amb diferència en la indústria és l'hidròxid de sodi. La demanda mundial del mercat fou de 74,57 milions de tones el 2015 i s'espera que arribi als 99,30 milions de tones el 2024. Aquest hidròxid de sodi es dedica un 36% en la síntesi de composts orgànics, un 28% en la preparació de composts inorgànics, un 22% en la producció de paper, un 10% en la fabricació de tensioactius, un 3% en la purificació de la bauxita per obtenir alumini i un 1% en la indústria tèxtil.

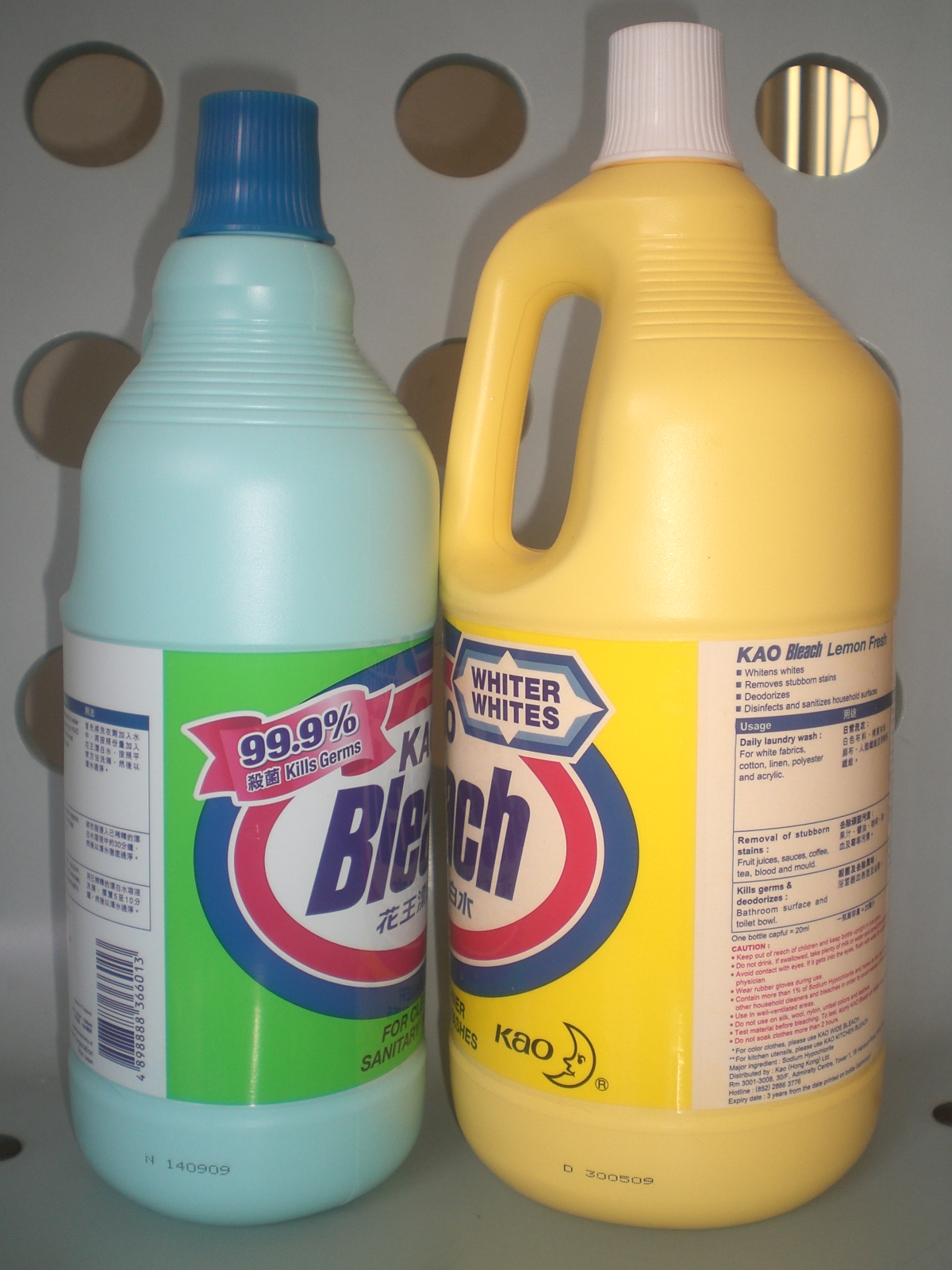
Recipients de lleixiu domèstic

L’hidròxid de sodi s'utilitza per eliminar gasos i àcids abans d’emetre’ls a l'aire per les xemeneies de les indústries o de les centrals tèrmiques que produeixen electricitat per combustió de carbó o derivats del petroli i evitar així la pluja àcida. Per exemple, els gasos emesos de combustibles fòssils que contenen quantitats considerables de diòxid de sofre {\displaystyle {\ce {SO2}}}. Hi ha moltes maneres d’atrapar el diòxid de sofre, una que s'utilitza àmpliament consisteix a fer passar els gasos amb una solució d’hidròxids de sodi i calci.
Un altre ús important de l’hidròxid de sodi és en la fabricació de paper a partir de la fusta. En el procés més utilitzat, el procés Kraft, la fusta es tracta amb una solució que conté una barreja de sulfur de sodi {\displaystyle {\ce {Na2S}}} i hidròxid de sodi. La major part del material no desitjat de la fusta, com les lignines, es dissolen en aquesta barreja, deixant la cel·lulosa relativament pura que es filtra. És aquesta cel·lulosa la que després d'una purificació posterior forma la base del paper.
Altres usos inclouen la producció de tensioactius, sabons i lleixiu, aquest últim produint-se normalment passant clor gas a temperatura ambient dins d'una dissolució d’hidròxid de sodi, que genera una dissolució que conté hipoclorit de sodi {\displaystyle {\ce {NaClO}}}:{\displaystyle {\ce {2NaOH + Cl2 -> NaClO + NaCl + H2O}}}Reacciona amb els teixits orgànics saponificant les membranes cel·lulars i dissolvent les proteïnes, per la qual cosa les dissolucions d'hidròxid de sodi s'empren per eliminar les obstruccions de les canonades de piques de neteja de les cuines i dels sanitaris produïdes per residus orgànics.